# واين جيل
واين جيل (بالإنجليزية: Wayne Gill)‏ (28 نوفمبر 1975 في المملكة المتحدة - ) هو لاعب كرة قدم بريطاني في مركز الوسط. لعب مع أولدهام أثلتيك وبلاكبيرن روفرز ودندي يونايتد ونادي بلاكبول ونادي ترانمير روفرز لكرة القدم ونادي سكاربورو وDroylsden F.C. ‏.

## وصلات خارجية
- واين جيل على موقع قاعدة بيانات كرة القدم.إي يو (الإنجليزية)
- واين جيل على موقع Soccerbase.com (لاعب) (الإنجليزية)